# Kirzhachsky (huyện)
Huyện Kirzhachsky (tiếng Nga: ? райо́н) là một huyện hành chính tự quản (raion), của Tỉnh Vladimir, Nga. Huyện có diện tích 1146 kilômét vuông, dân số thời điểm ngày 1 tháng 1 năm 2000 là 47300 người. Trung tâm của huyện đóng ở Kirzhach.